# Hamakaze (tàu khu trục Nhật)
Hamakaze (tiếng Nhật: 濱風) là một tàu khu trục hạng nhất của Hải quân Đế quốc Nhật Bản thuộc lớp Kagerō đã phục vụ tại Mặt trận Thái Bình Dương trong Chiến tranh Thế giới thứ hai.
Vào ngày 7 tháng 4 năm 1945, Hamakaze đã hộ tống cho thiết giáp hạm Yamato khởi hành từ vùng biển nội địa Nhật Bản trong Chiến dịch Ten-Go, hoạt động cuối cùng mang tính tự sát để tấn công lực lượng Đồng Minh ngoài khơi Okinawa. Nó bị máy bay của Lực lượng Đặc nhiệm 58 Hải quân Mỹ tấn công và đánh chìm ở cách 280 km (150 dặm) về phía Tây Nam Nagasaki, ở tọa độ 30°47′B 128°08′Đ / 30,783°B 128,133°Đ.
Hamakaze được rút khỏi danh sách Đăng bạ Hải quân vào ngày 10 tháng 6 năm 1945

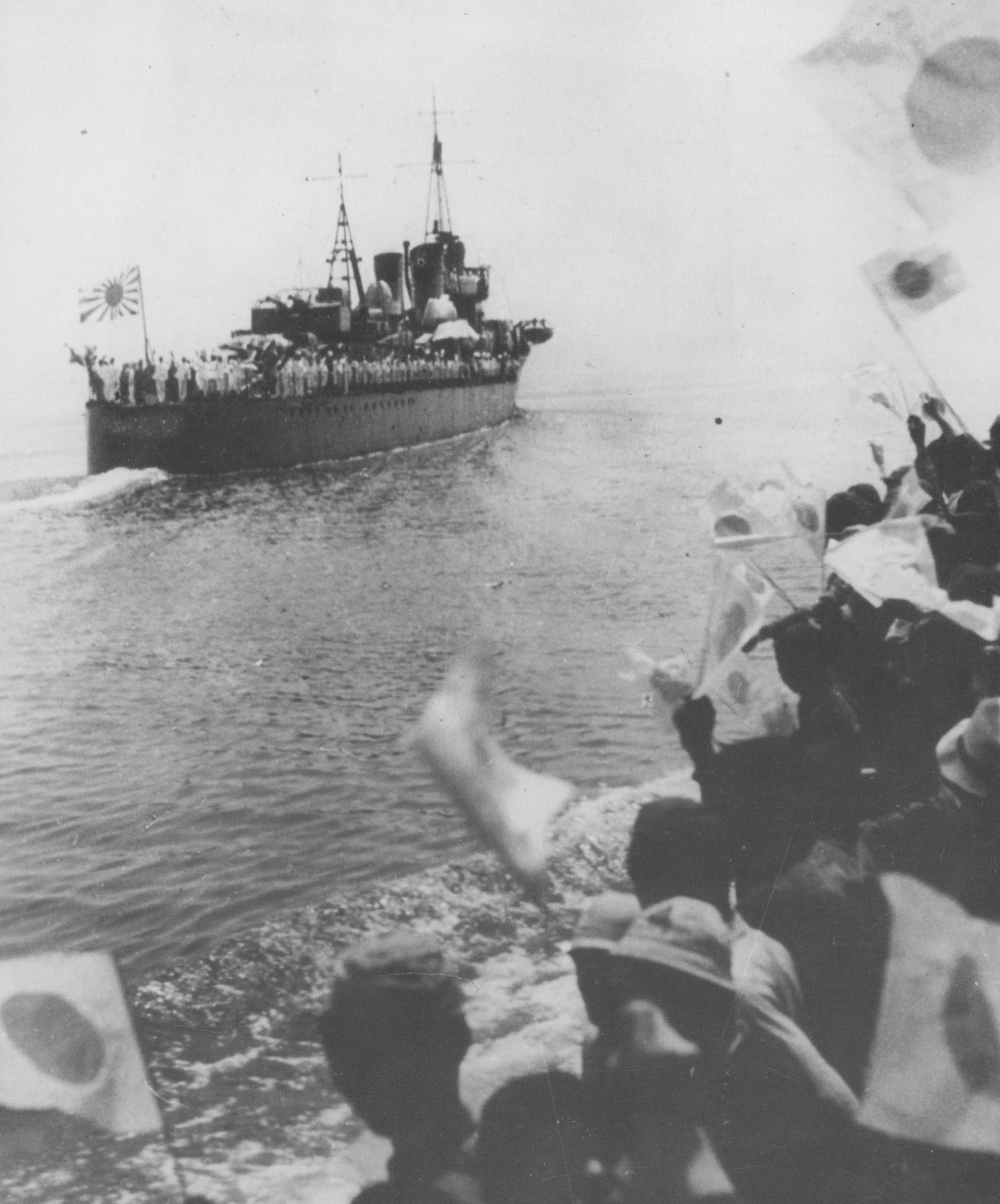
Hamakaze (phía sau), tháng 6 năm 1941: cảnh trong một phim tuyên truyền của Nhật Bản: Tám mươi tám năm của Thái dương.